# محافظة العويقيلة
محافظة العويقيلة هي محافظة سعودية تابعة لمنطقة الحدود الشمالية في السعودية. عاصمتها الإدارية هي مدينة العويقيلة، وهي محافظة من فئة ب.

## السكان
- بلغ عدد سكان محافظة العويقيلة (20,318) نسمة حسب تعداد السعودية 2022، عدد السعوديين (15,610) نسمة، وعدد غير السعوديين (4,708) نسمة.[4]
- حسب إحصاءات 1431 هـ (2010 م) بلغ عدد سكانها 16696 نسمة حسب إحصاءات الهيئة العامة للإحصاء.[5]

## التعليم
في المحافظة فرع لجامعة الحدود الشمالية للبنات.

## المراكز التابعة
تتبع لها 7 مراكز إدارية هي:
- الصحن (فئة أ).
- الأيدية (فئة ب).
- نعيجان (فئة ب).
- الكاسب (فئة ب).
- أبو رواث (فئة ب).
- الدويد (فئة ب).
- زهوة (فئة ب).